# Melody Barnes
Pour les articles homonymes, voir Barnes.
Melody Barnes (née le 29 avril 1964 à Richmond (Virginie)) est directrice du Conseil de politique intérieure de l'administration Obama de 2009 à 2012.

## Biographie
Melody a été assistante du président et directrice du Conseil de la politique intérieure de la Maison-Blanche de 2009 à 2012 sous la présidence de Barak Obama. Auparavant, elle était vice-présidente des politiques au Center for American Progress et conseillère principale du sénateur Edward M. Kennedy. 
Elle travaille comme lobbyiste pour Uber à partir de 2015.